# Галичский кремль
Галичский (Галич-Мерский) кремль — укреплённая часть древнего Галича Костромской области. На протяжении истории в Галиче существовали три крепости, поочерёдно выполнявшие роль Галичского кремля (детинца).

## Нижнее городище
Судя по археологическим раскопкам П. А. Раппопорта, первый деревянный детинец был возведён в середине либо в конце XII века на месте более древнего славянского поселения. Он находился в черте современного города на покатом юго-восточном берегу Галичского озера на холме Балчуг. Сегодня это место известно как так называемое Нижнее городище. Трапециевидная площадка (260 на 200 м) северо-западным краем примыкает к берегу озера. Внизу она горизонтальная, затем резко (под углом 25 градусов) поднимается вверх и здесь снова становится относительно плоской. Городище по периметру обнесено валами, по краям проходящими над глубокими оврагами. С напольной юго-восточной стороны вал особенно мощный и перед ним открыт глубокий ров.
В 1238 году детинец Галича подвергся нападению одного из отрядов Батыя.

## Верхнее городище

Валы укреплений Галича конца XIV — начала XV веков

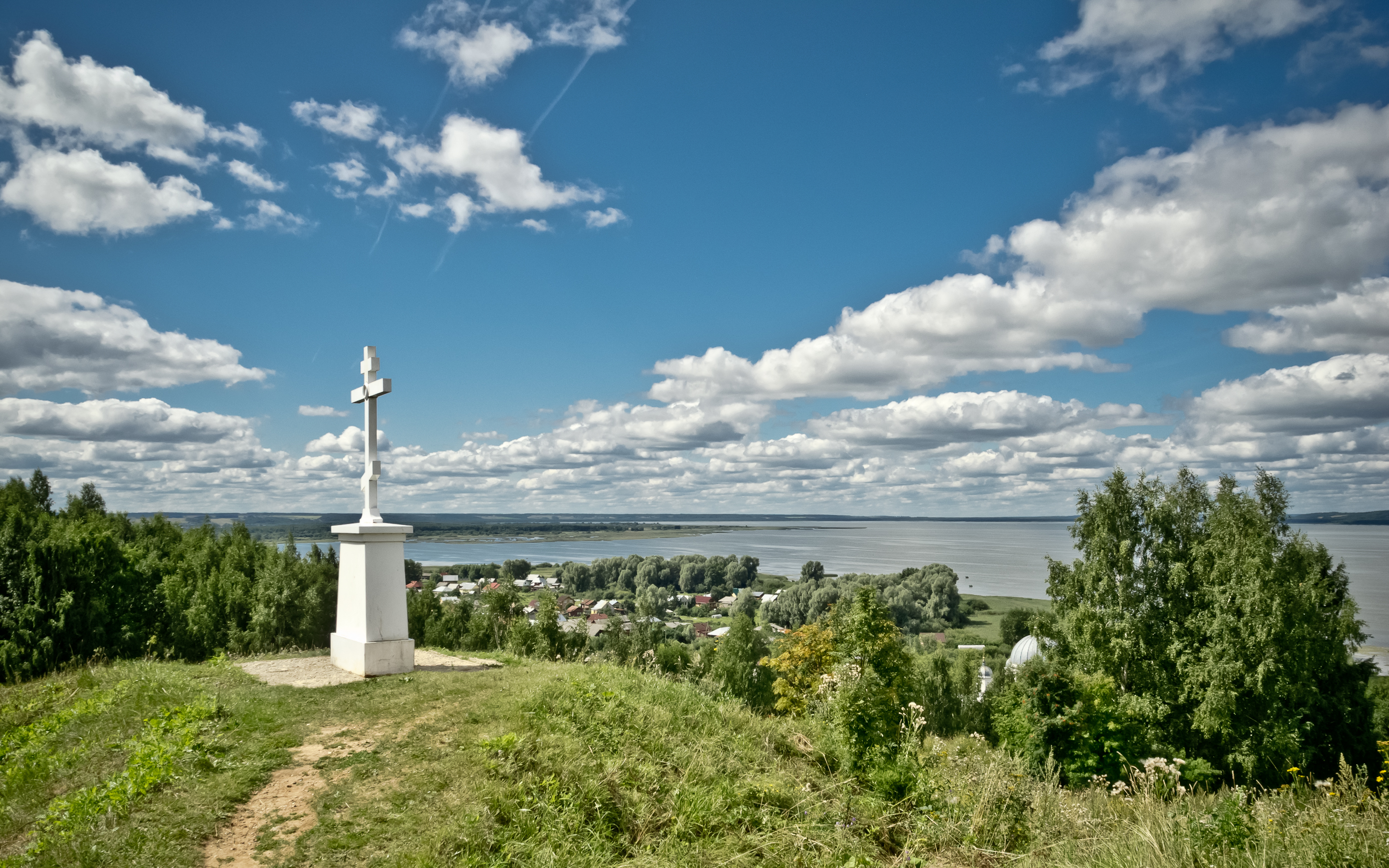
Вид с вершины Балчуга (места второй крепости) на Галичское озеро

Дмитрий Донской, скончавшийся в 1389 году, передал Галич с несколькими другими городами в удел своего второго сына Юрия Дмитриевича, который на рубеже XIV—XV веков выстроил в Галиче на вершине господствующего над городом холма Балчуг вторую крепость — Верхнее городище. С северо-западной стороны она примыкает к верхней части укреплений XII века, а с юго-восточной — защищена насыпными валами и рвами, смыкающимися с оврагами. П. А. Раппопорту в 1957 году удалось установить, что её размеры составляли всего около 8400 квадратных метров, по своему облику это был скорее феодальный замок, в котором находилась княжеская резиденция. Новая крепость в плане представляла неправильный пятиугольник, который насчитывал 60x130 м.
Зимой 1428—1429 годов Галич успешно противостоял нападению и четырёхнедельной осаде со стороны булгарского улуса Золотой Орды. В ходе междоусобной войны в Московской Руси во второй четверти XV века Галич стал центром сопротивления московскому великому князю Василию Тёмному со стороны Юрия Дмитриевича и его сыновей Василия Косого, Дмитрия Шемяки и Дмитрия Красного. Зимой 1450 года московское войско взяло Галич штурмом. Причиной этому стала отчасти слабая пригодность Галичского кремля к обороне. Пушки, установленные на крепостных стенах, были эффективны лишь при подходе противника по ровной прибрежной полосе, тогда как противоположная от озера сторона горы, обладающая сложным рельефом, оказалась почти недосягаема для артиллерийского обстрела. Именно отсюда по оврагам московские полки подошли к городу почти вплотную. В связи с этим уже во второй половине XV века крепость была заброшена. Сегодня это место также известно под именем Шемякина гора.

## Крепость у реки Кешма
Во второй половине XV века или в начале XVI века к югу от Верхнего городища была построена новая крепость. Она находилась на ровной площадке, прикрытой изгибом реки Кешма. Именно вокруг неё впоследствии сформировался современный город. Третья крепость по размерам значительно превосходила прежние укрепления и была построена в связи с важной ролью Галича в войнах с Казанским ханством. С незащищённых рекой сторон она был вырыт глубокий ров, заполненный водой. Крепость имела форму неправильного четырёхугольника с округлой северной частью. Её окружал мощный вал высотой около 5,5 м, на котором стояла деревянная стена с башнями.
Галичскя крепость смогла отразить четыре казанских нападения в 1521, 1535, 1538 и 1557 годах. В 1557 году она была перестроена известным зодчим и военным «розмыслом» Иваном Выродковым. Крепость сильно пострадала в Смутное время, когда была сожжена поляками под руководством Александра Лисовского в 1609 году. Согласно Писцовой книге 1620 года внутри кремля стоял деревянный «клецкий» Преображенский собор и находился земский двор. В 1620—1628 годах Галичский кремль был перестроен, в частности, острожная стена была заменена на рубленую. У него было двенадцать башен с четырьмя проездными воротами — Архангельскими, Покровскими, Успенскими и Афанасьевскими. В последующие десятилетия кремль вновь перестраивали и количество башен (все они были шестигранными) достигло пятнадцати. Новая крепость простояла до XVIII века.
Земляные валы всех трёх кремлей Галича дошли до наших дней в хорошем состоянии. Первые два являются незастроенными, тогда как территория бывшей крепости у реки Кешма густо застроена.